# Mike Schultz
Michael "Mike" Schultz, (Nueva York, 31 de agosto de 1955 - Barcelona, 21 de junio de 1990) fue un jugador de baloncesto estadounidense. Con 2.05 de estatura, su puesto natural en la cancha era el de pívot. Murió a los 34 años, víctima de una leucemia.

## Trayectoria deportiva

### Universidad
Jugó dos temporadas en el San Jacinto College, una pequeña universidad de la NJCAA, fue transferido a los Cougars de la Universidad de Houston, de la División I de la NCAA. Allí disputó dos temporadas más, en las que promedió 11,8 puntos, 9,9 rebotes y 1,5 asistencias por partido. En su última temporada fue el mejor reboteador de la Southwest Conference, con 10,0 rebotes por partido.

### Profesional
No fue incluido en el Draft de la NBA de 1976, y jugó en Bélgica, Países Bajos, Suiza y Filipinas antes de llegar al Joventut de Badalona la temporada 1984-85. La temporada siguiente jugó en el Caja Ronda, y regresó a Badalona en la temporada 86-87, donde ganó la Supercopa española, la Copa Príncipe de Asturias y la Liga catalana. Las temporadas siguientes las jugó en el Obradoiro (87-88), en el CB Murcia (88-89) y en el Badajoz (89-90), donde sólo jugó 3 partidos debido a su enfermedad.
Juventud y Murcia se movilizaron para financiar su trasplante de médula en Seattle. Jugaron un partido amistoso que fue televisado y en el que Audie Norris reforzó a los murcianos. Murió en el Hospital de San Pablo de Barcelona el 21 de junio de 1990.